# Fritz Vorspel
Friedrich Lambert Vorspel SJ (* 1. November 1895 in Epe; † 29. August 1970 in Flensburg) war ein deutscher römisch-katholischer Theologe.

## Leben
Am 30. April 1924 trat er in ’s-Heerenberg den Jesuiten bei. Nach der Priesterweihe am 21. Mai 1921 in Münster und dem letzten Gelübde am 15. August 1938 war er von 1949 bis 1953 Rektor am Pontificium Collegium Germanicum et Hungaricum de Urbe. Er starb im St. Franziskus-Hospital (Flensburg) und wurde auf dem Jesuitenfriedhof beim Haus Sentmaring in Münster begraben.

## Schriften (Auswahl)
- Christus und sein Reich in der Kirche von heute! Fastenpredigten 1934. Köln 1934, OCLC 1158511406.
- Kirche und Welt. Gesamtausgabe Fastenpredigten 1934/35. Köln 1935, OCLC 72281403.
- Christi Statthalter in der Kirche. Festpredigt im Hohen Dom zu Köln zur Krönungsfeier Pius XI. Köln 1935, OCLC 72281411.
- Das Geheimnis der Mutter. Marienpredigten. Köln 1936, OCLC 13807229.